# 說故事的女孩
《說故事的女孩》（英語：The Story Girl）是一本由加拿大作家露西·莫德·蒙哥馬利所創作的小說，於1911年出版。內容描述一群住在加拿大愛德華王子島上的一個鄉村社區裡、年幼的堂兄弟姊妹與他們朋友的歷險故事。

## 故事大綱
故事的觀點是藉由伯利·金克（Beverley King）為第一人稱來描述，他與他的弟弟菲利克（Felix）在父親去遠方工作時，暫時寄住在加尼特（Janet）伯母與阿雷克（Alec）伯父的家裡，在祖父的農場上生活。兄弟倆與他們的堂兄弟姊妹：達林（Dan）、菲莉思蒂（Felicity）、雪莉（Cecily）以及受雇於農場的男孩彼得·克雷格（Peter Craig）、鄰居雪拉·雷恩（Sara Ray）還有表姐雪拉·史達林（Sara Stanley）總是聚在一起度過閒暇時光。
雪拉·史達林即書名的「說故事的女孩」，她常在這個由孩童們組成的團體裡講述著迷人故事，包括金克家族歷史上各式各樣的事件、傳說。

## 書中名言
「我真的很喜歡『路』，因為總是可以想像著，在路的盡頭會有什麼。」（I do like a road, because you can be always wondering what is at the end of it. ) ，「說故事的女孩」曾這麼說。對讀者來說，她是具有啟發性的指標精神，使他們的心靈變得溫暖。

## 作品延伸
西元1913年，作者又推出了續集《黃金之路》，「黃金之路」亦有中文版本，書名譯作「黃金歲月」。
《說故事的女孩》也是眾多啟發了加拿大電視影集《清秀小佳人》（Road to Avonlea）的其中一本書。

## 外部連結
- The Story Girl Build-A-Book Initiative （页面存档备份，存于）（線上閱讀）（英文）
- The Story Girl by Lucy Maud Montgomery LibriVox （页面存档备份，存于）（免費的有聲書，授權開放使用）（英文）
- L.M. Montgomery's Personal Scrapbooks and Book Covers （页面存档备份，存于）（聯邦中心藝廊（The Confederation Centre Art Gallery））（英文）
- The Story Girl and The Golden Road，一個有著蒙哥馬利資源的網站（英文）